# Blue Weaver

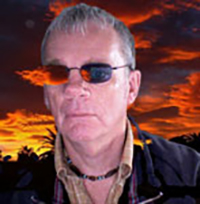
Blue Weaver

Derek John "Blue" Weaver (Cardiff, Wales 11 maart   1947) is een Brits pianist en toetsenist. Hij studeerde aan het Royal College of Music in Cardiff. Blue, de bijnaam die hij kreeg in Brother John & The Witnesses, is een bijnaam voor schooljongens.
Hij verhuist in 1964 naar Londen en komt daar in aanraking met allerlei pioniers in de popmuziek waaronder pianist Zoot Money. Zijn eerste eigen voetsporen in die branche beginnen bij Brother John and The Witnesses, alswaar ook Dennis Bryon drumde. Vervolgens speelde hij in Amen Corner, later omgedoopt tot Fair Weather. Vanaf 1970 tot 1973 is hij te vinden in Strawbs, die dan meer symfonische rock beginnen te spelen, maar hun folkrockroots nog niet kwijt zijn. Hij moet dan Rick Wakeman die net vertrokken is doen vergeten. Gedurende die tijd doet hij ook studiowerk voor onder andere Lou Reed, Alice Cooper en Graeme Edge.
Na de Strawbs treedt hij toe tot Mott the Hoople, die dan al op zijn laatste benen loopt, maar nog wel zo groot was in de Verenigde Staten, dat in hun voorprogramma Queen speelt. Daarna volgt dan de band van Ian Hunter (ex-Mott the Hoople) en Mick Ronson. Vanaf 1975 tot 1982 wordt hij opgenomen in de begeleidingsband van de Bee Gees (opnieuw met Bryon). Daarnaast blijft hij studiowerk doen voor onder andere Chicago en The Osmonds. Na zijn verblijf bij de Bee Gees vertrekt Weaver weer naar Londen en concentreert zich op studiowerk; ook dan zijn de bands niet gering: Duran Duran, Pet Shop Boys en Art of Noise maken gebruik van zijn muziek. In aanvulling op dat werk schrijft hij ook muziek voor jingles etc.
In 2007 is hij de leider van The Music Producers Guild.